# Apodemia virgulti
Apodemia virgulti é uma espécie de borboleta na família de borboletas conhecida como Riodinidae. Pode ser encontrada na América do Norte.
O número MONA ou Hodges de Apodemia virgulti é 4402.1.

## Subespécies
Estas oito subespécies pertencem à espécie Apodemia virgulti:
- Apodemia virgulti arenaria J. Emmel e T. Emmel em T. Emmel, 1998 i
- Apodemia virgulti davenporti J. Emmel, T. Emmel e Pratt, em T. Emmel, 1998 i
- Apodemia virgulti dialeucoides J. Emmel, T. Emmel e Pratt, em T. Emmel, 1998 i
- Apodemia virgulti mojavelimbus J. Emmel, T. Emmel e Pratt, em T. Emmel, 1998 i
- Apodemia virgulti nigrescens J. Emmel e T. Emmel em T. Emmel, 1998 i
- Apodemia virgulti peninsularis J. Emmel, T. Emmel e Pratt, em T. Emmel, 1998 i
- Apodemia virgulti pratti J. Emmel e T. Emmel em T. Emmel, 1998 i
- Apodemia virgulti virgulti (Behr, 1865) i

Fontes de dados: i = ITIS, c = Catálogo da Vida, g = GBIF, b = Bugguide.net